# Andrzej Jellonek
Prof. dr inż. Andrzej Jellonek (ur. 31 lipca 1907 w Krakowie, zm. 9 lutego 1998) – polski fizyk specjalizujący się w radiotechnice. Nauczyciel akademicki związany z Politechniką Wrocławską.

## Życiorys[1]
W Krakowie rozpoczął edukację, zwieńczając ją otrzymanym w 1925 r. świadectwem dojrzałości. W roku 1926 rozpoczął naukę na Wydziale Elektromechanicznym Politechniki Lwowskiej, który ukończył w 1931 roku, uzyskując stopień inżyniera-elektryka. W trakcie trwania nauki pełnił obowiązki zastępcy asystenta przy Katedrze Fizyki Politechniki Lwowskiej.
Po ukończeniu edukacji został zatrudniony w Laboratorium Radiotechnicznym tejże katedry, dodatkowo udzielając wykładów na kursach monterskich w Państwowej Szkole Przemysłowej we Lwowie. W 1934 roku przeniósł się do Państwowych Zakładów Tele i Radiotechnicznych w Warszawie, gdzie pracował do 1939 r. W tym samym roku powrócił na Politechnikę Lwowską jako adiunkt Laboratorium Radiotechnicznego. Po zajęciu Lwowa przez Niemców przeniósł się na powrót do Warszawy, gdzie znalazł zatrudnienie w laboratorium badań fizycznych P.Z. Philips. Podczas trwania Powstania Warszawskiego prowadził nasłuchy radiowe dla biuletynów powstańczych redagowanych przez Władysława Bartoszewskiego. W wyniku całkowitego zniszczenia siedziby P.Z. Philips w Warszawie przeniósł się do krakowskiego oddziału tej firmy.
W roku 1945 po wyzwoleniu Krakowa od dnia 1 marca 1945 rozpoczął pracę jako adiunkt przy tworzącej się Politechnice Śląskiej z tymczasową siedzibą w Krakowie. Od 30 czerwca tego samego roku zajął stanowisko adiunkta Politechniki i Uniwersytetu Wrocławskiego. Dnia 31 lipca 1946 roku otrzymał tytuł profesora nadzwyczajnego Politechniki Wrocławskiej. W tym samym roku powtórzył obronę doktoratu na Politechnice Warszawskiej na podstawie pracy „Zachowanie się oporników niedrutowych przy wysokiej częstotliwości” (pisownia oryginalna) bronioną pierwotnie we Lwowie w maju 1941 r.
W 1962 roku otrzymał tytuł profesora zwyczajnego. Na Politechnice Wrocławskiej pełnił funkcje: kierownika Katedry Radiotechniki w latach 1946-1952, kierownika Katedry Miernictwa Elektronicznego w latach 1952-1968. W latach 1952–1954 i 1959-1961 był prorektorem ds. nauki. Od 1968 r. do czasu przejścia na emeryturę w 1977 pełnił funkcję dyrektora Instytutu Metrologii Elektrycznej. Głównymi osiągnięciami w dorobku profesora są: zapoczątkowanie rozwoju metrologii w Polsce, pionierskie prace badawcze w zakresie miernictwa cyfrowego i pierwsze konstrukcje cyfrowej aparatury i systemów pomiarowych, wypromowanie 40 doktorów oraz wykształcenie setek inżynierów. W 1981 roku otrzymał tytuł doktora honoris causa Politechniki Wrocławskiej. Zmarł śmiercią tragiczną 9 lutego 1998 roku. Pochowany na cmentarzu św. Wawrzyńca we Wrocławiu.

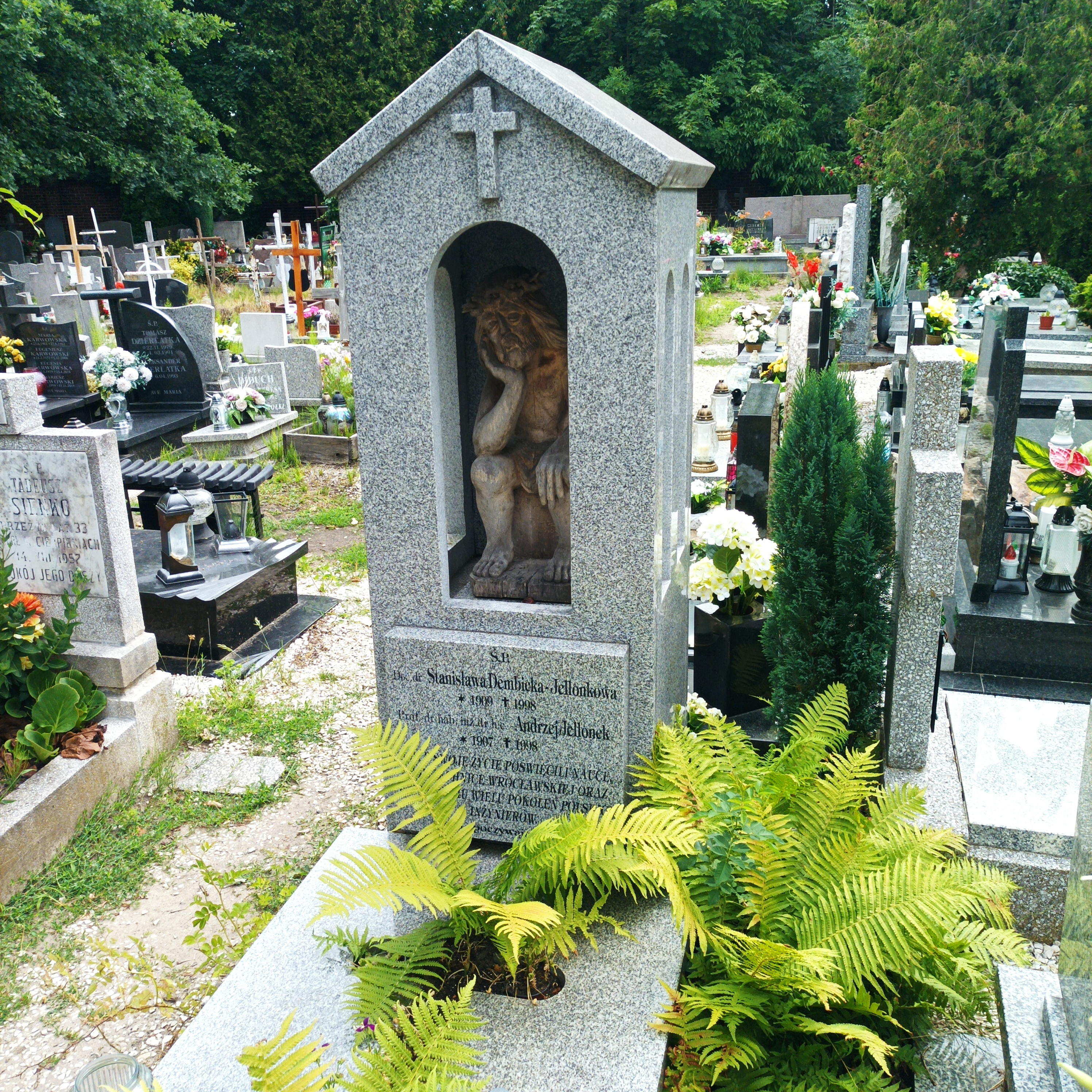
Grób prof. Andrzeja Jellonka na Cmentarzu Świętego Warzyńca we Wrocławiu

## Dorobek naukowy

### Publikacje książkowe[3]
- Jellonek A., Miernictwo radiotechniczne, PIT, Warszawa 1948.
- Jellonek A., Kuryłowicz J., Łapiński M., Siciński Z., Miernictwo elektryczne ogólne dla potrzeb telekomunikacji, PWT, Warszawa 1952.
- Jellonek A., Miernictwo radiotechniczne, wyd 2, PWT, Warszawa 1952.
- Jellonek A., Karkowski Z., Łączyński J., Elektronowe przyrządy pomiarowe. Obliczanie i konstrukcja, PWN, Łódź-Warszawa-Wrocław 1959.
- Jellonek A., Karkowski Z., Konstrukcja elektronicznych przyrządów pomiarowych, cz. 1-2, wyd. 2, PWN, Łódź-Warszawa-Wrocław 1959.
- Jellonek A., Karkowski Z., Miernictwo radiotechniczne, wyd. 3, PWN, Warszawa 1961.
- Jellonek A., Karkowski Z., Konstrukcja elektronicznych przyrządów pomiarowych, cz. 1 i 3, wyd. 3, cz. 2, wyd. 2, PWN, Łódź-Warszawa-Wrocław 1962.
- Jellonek A., Podstawy miernictwa teleelektrycznego, cz.1. Pomiary napięć i prądów stałych, Wydawnictwo Politechniki Wrocławskiej, Wrocław 1965.
- Jellonek A., Karkowski Z., Eksploatacja i konserwacja elektronicznych przyrządów pomiarowych, PWN, Wrocław-Warszawa-Łódź 1966.
- Jellonek A., Gąszczak J., Podstawy miernictwa elektrycznego dla elektroników, cz.1, PWN, Warszawa-Wrocław 1969.
- Jellonek A., Gąszczak J., Podstawy miernictwa elektrycznego dla elektroników wyd. 2, Wydawnictwo Politechniki Wrocławskiej, Wrocław 1970.
- Jellonek A., Zasady metrologii. Pojęcia i problemy, Wydawnictwo Politechniki Wrocławskiej, Wrocław 1972.
- Jellonek A., Karkowski Z., Miernictwo radiotechniczne, wyd. 4, WNT, Warszawa 1972.
- Jellonek A., Gąszczak J., Orzeszkowski Z., Rymaszewski R., Podstawy metrologii elektrycznej i elektronicznej, PWN, Warszawa 1980.
- Jellonek A., Zasady metrologii, wyd. 2, Wydawnictwo Politechniki Wrocławskiej, Wrocław 1981.

### Wybrane publikacje w czasopismach i materiałach konferencyjnych[4]
- Jellonek A., Możliwości poszukiwań złóż ropy przy pomocy prądów dużej częstotliwości, Nafta 1947, R.3.
- Jellonek A., Smoleński D., Rozwój młodej kadry naukowej na wyższej uczelni technicznej, Życie Szkoły Wyższej 1954,nr 1, s. 5-25.
- Jellonek A., Metrologia współczesna - możliwości nauczania, Zeszyty Naukowe Politechniki Wrocławskiej - Miernictwo 1968, nr 200, s. 10.
- Jellonek A., Gąszczak J., Podstawy miernictwa elektrycznego dla elektroników, cz. 1, PWN, Warszawa-Wrocław 1969.